# Japan Football League 1992
Estadísticas de la temporada 1992 de la Japan Football League.

## JFL Division 1

### Tabla de posiciones
| Pos. | Equipo                | Pts. | PJ | G  | E | P  | GF | GC | Dif. | Descenso                                           |
| ---- | --------------------- | ---- | -- | -- | - | -- | -- | -- | ---- | -------------------------------------------------- |
| 1    | Yamaha (C)            | 44   | 18 | 13 | 5 | 0  | 37 | 6  | +31  |                                                    |
| 2    | Hitachi               | 40   | 18 | 12 | 4 | 2  | 37 | 19 | +18  |                                                    |
| 3    | Fujita                | 31   | 18 | 9  | 4 | 5  | 37 | 22 | +15  |                                                    |
| 4    | Yanmar Diesel         | 24   | 18 | 7  | 3 | 8  | 23 | 19 | +4   |                                                    |
| 5    | Toshiba               | 23   | 18 | 6  | 5 | 7  | 30 | 29 | +1   |                                                    |
| 6    | Fujitsu               | 20   | 18 | 5  | 5 | 8  | 19 | 27 | −8   |                                                    |
| 7    | Tokyo Gas             | 20   | 18 | 5  | 5 | 8  | 22 | 34 | −12  |                                                    |
| 8    | Otsuka Pharmaceutical | 18   | 18 | 4  | 6 | 8  | 17 | 29 | −12  |                                                    |
| 9    | Honda                 | 16   | 18 | 4  | 4 | 10 | 19 | 36 | −17  | Descendido a Japan Football League Division 2 1993 |
| 10   | NKK                   | 11   | 18 | 2  | 5 | 11 | 12 | 32 | −20  | Descendido a Japan Football League Division 2 1993 |

 Fuente: 1992 JFL Division 1 Final Standings
Criterios de clasificación: 1) puntos; 2) diferencia de goles; 3) número de goles marcados; 4) resultados entre los equipos en cuestión.

## JFL Division 2
Esta fue la primera edición de un campeonato nacional de tercera categoría en la historia del fútbol japonés.

### Tabla de posiciones
| Pos. | Equipo               | Pts. | PJ | G  | E | P  | GF | GC | Dif. | Ascenso o descenso                                |
| ---- | -------------------- | ---- | -- | -- | - | -- | -- | -- | ---- | ------------------------------------------------- |
| 1    | Chuo Bohan (C)       | 38   | 18 | 12 | 2 | 4  | 46 | 21 | +25  | Ascendido a Japan Football League Division 2 1993 |
| 2    | Kyoto Shiko Club     | 37   | 18 | 11 | 4 | 3  | 39 | 17 | +22  | Ascendido a Japan Football League Division 2 1993 |
| 3    | Kawasaki Steel       | 35   | 18 | 11 | 2 | 5  | 32 | 17 | +15  |                                                   |
| 4    | Cosmo Oil            | 30   | 18 | 9  | 3 | 6  | 26 | 21 | +5   |                                                   |
| 5    | Kofu Club            | 28   | 18 | 9  | 1 | 8  | 26 | 29 | −3   |                                                   |
| 6    | NTT Kanto            | 22   | 18 | 5  | 7 | 6  | 24 | 20 | +4   |                                                   |
| 7    | Seino Transportation | 19   | 18 | 4  | 7 | 7  | 20 | 29 | −9   |                                                   |
| 8    | Toho Titanium        | 14   | 18 | 2  | 8 | 8  | 9  | 19 | −10  |                                                   |
| 9    | Tanabe Seiyaku       | 14   | 18 | 3  | 5 | 10 | 17 | 32 | −15  | Descendido a Ligas Regionales de Japón 1993       |
| 10   | Osaka Gas            | 12   | 18 | 3  | 3 | 12 | 14 | 48 | −34  | Descendido a Ligas Regionales de Japón 1993       |

 Fuente: 1992 JFL Division 2 Final Standings
Criterios de clasificación: 1) puntos; 2) diferencia de goles; 3) número de goles marcados; 4) resultados entre los equipos en cuestión.